# B-237 Rostov-na-Donu
B-237 Rostov-na-Donu (ryska: Б-237 «Ростов-на-Дону») är en rysk attackubåt av modifierad Kilo-klass. Den är uppkallad efter staden Rostov-na-Donu i sydvästra Ryssland.
Ubåten passerade Bosporen den 13 februari 2022 på väg till Svarta havet och ingår sedan dess i Svartahavsflottan. Den skadades  svårt i ett ukrainskt robotanfall på ett skeppsvarv i Sevastopol den 13 september 2023. Den reparerades senare, men träffades enligt Ukrainas generalstab igen den 2 augusti 2024.